# Música galante

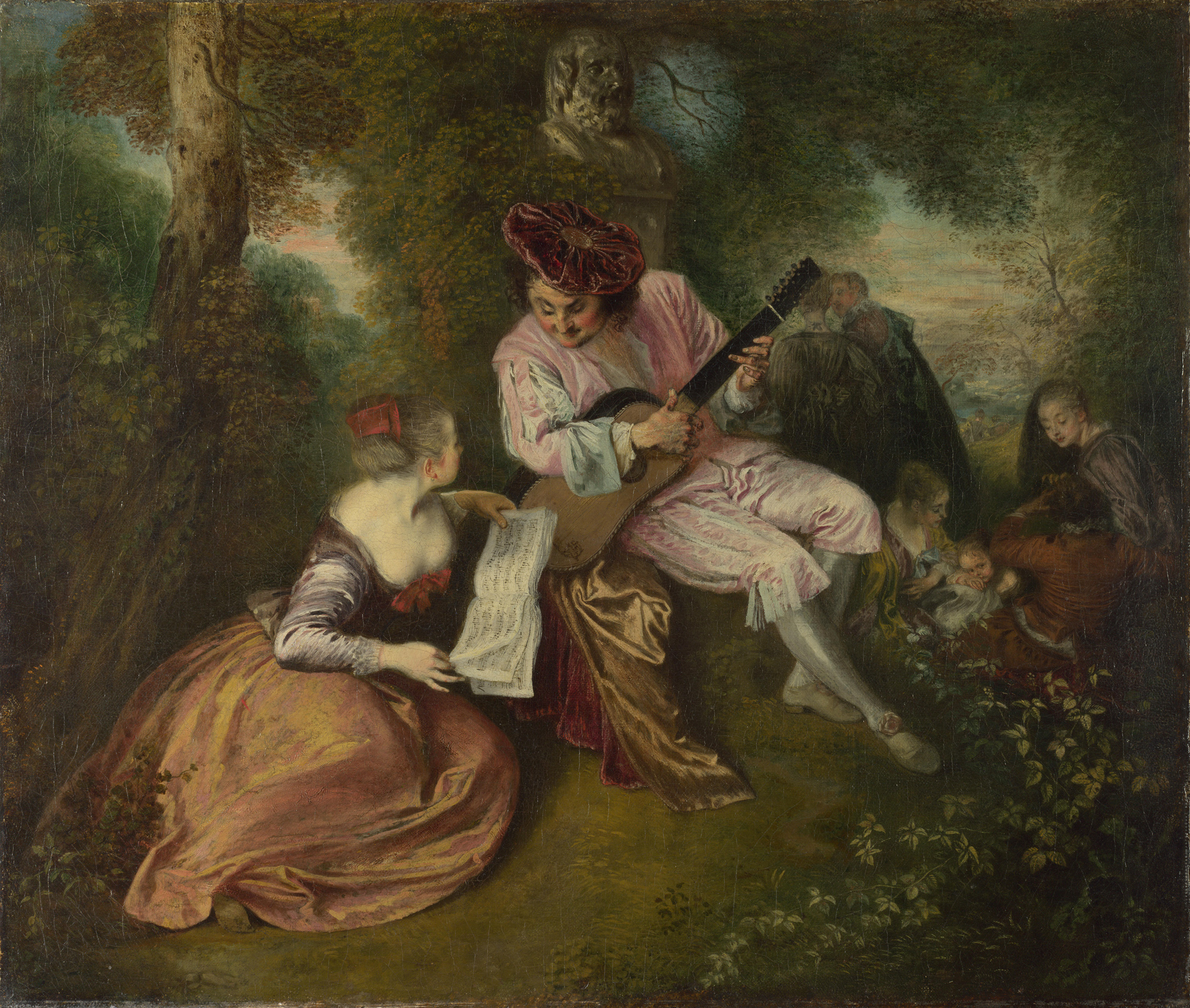
La canción de amor, óleo sobre lienzo de Jean-Antoine Watteau.

El término «música galante» se refiere a un estilo de carácter doméstico y burgués que tiene su origen en las galanteries de los clavecinistas franceses de principios del siglo XVIII y alcanzó su máxima proyección durante el tercer cuarto de siglo. El estilo galante se opone tanto a la complejidad de la música sacra como al virtuosismo de los estilos tardíos aún vinculados con la práctica del bajo continuo.

## Características
La música galante responde al gusto y las necesidades del aficionado burgués y a las características de la música compuesta para el ámbito doméstico. Es por ello más sencilla tanto desde el punto de vista instrumental como musical, y exige menos virtuosismo que su antecesora barroca. Esto se manifiesta en:
- Un uso exiguo de las texturas polifónicas.
- El incremento de la importancia de la melodía como portadora de expresión.
- El empleo de frases musicales de longitud regular y carácter pegadizo.
- Un vocabulario armónico reducido que enfatiza principalmente la tónica y la dominante y busca la variedad a través de las modulaciones.
- Un empleo funcional y con escaso valor melódico del bajo.

Fue, en parte, una reacción contra la teatralidad de los géneros aristocráticos.

## Evolución

### Hacia el predominio de la música
Este movimiento hacia la preponderancia de una textura homofónica en la música había comenzado más de dos siglos antes, cuando los compositores empezaron a insertar prolongados pasajes de homofonía en sus misas y motetes con objeto de subrayar partes importantes del texto. Esto sucederá a lo largo del siglo XVI, con el desarrollo fundamentalmente de algunos géneros homofónicos vocales como la frottola y la villanella en Italia (que llevarán a la nueva monodia y a la ópera del Barroco), el air de cour, el air à boire, así como otras formas de canción acompañadas de continuo en Francia, y a las canciones inglesas acompañadas de laúd.
Durante estos años también crecería la popularidad de la homofonía en la música instrumental. La música instrumental hasta finales del siglo XV consistía básicamente en transcripciones de canciones y otras obras vocales, o bien en la mera interpretación de éstas a cargo de instrumentos en lugar de cantantes. No obstante, existía también la tradición de improvisar música para el acompañamiento de danzas, lo que supone la más temprana muestra de música instrumental sin función litúrgica. Efectivamente, pronto comenzaría a existir un abismo entre la música instrumental litúrgica y no litúrgica que fue similar a la que se dio entre las dos categorías vocales, y que se manifestó más en aspectos formales que con respecto a la textura.

### Las escuelas locales
Durante el siglo XVII surgieron escuelas locales de teclado, instrumentos de cuerda pulsada y música de cámara en Francia, Inglaterra e Italia, mientras que los alemanes tendieron a tomar sus elementos estilísticos de varias de estas fuentes. La estratificación entre melodía y acompañamiento que se desarrolló en la música vocal también influiría de manera importante en la instrumental; la textura de las trío-sonatas corellianas de finales de siglo, con dos solistas más bajo continuo, por ejemplo, deriva claramente del anterior "concerto" monteverdiano para unas cuantas voces y continuo. Fue en estas escuelas locales en las que emergerían y cuajarían las características que podemos llamar "galantes", un estilo hecho y derecho ya en la década de 1720, y del cual cabe reseñar que fue reconocido y referido por este nombre ya en escritos de teóricos contemporáneos como Johann Mattheson (un importante teórico y compositor alemán) y Johann Joachim Quantz (compositor y pedagogo de la flauta).

## Compositores

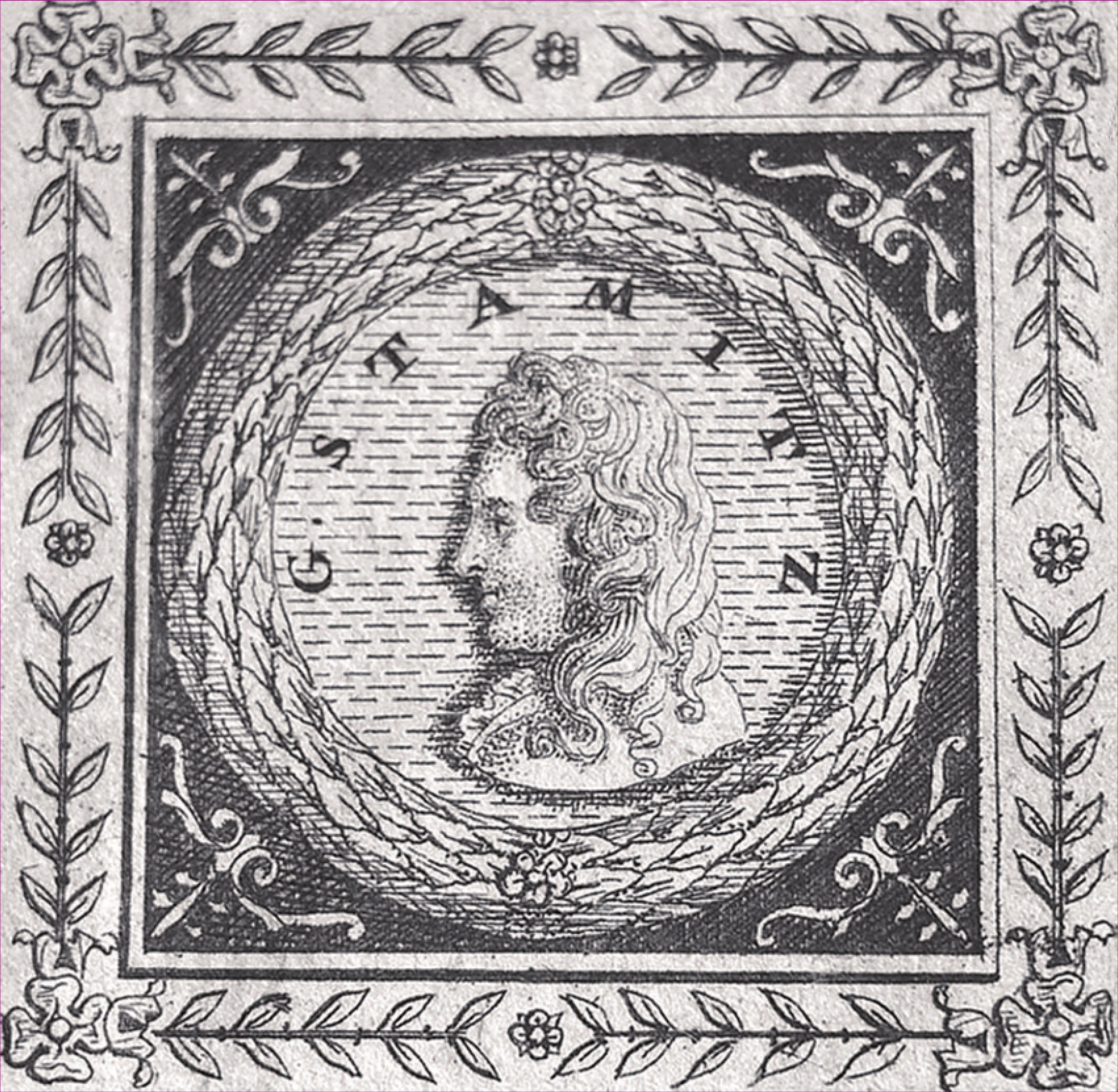
Johann Stamitz, destacado compositor del estilo galante.

Compositores de los que al menos algunas de sus obras pueden ser consideradas galantes son Domenico Scarlatti y el padre Soler, en España, François Couperin, Jean-Philippe Rameau, Johann Schobert y Jean-Féry Rebel en Francia, Giovanni Battista Sammartini y Giovanni Battista Martini en Italia, Baldassare Galuppi en Rusia, Carl Philipp Emanuel y Wilhelm Friedemann Bach, Georg Philipp Telemann, Johann Stamitz, Carl Heinrich y Johann Gottlieb Graun, Georg Anton y Franz Benda, y Federico II el Grande en Alemania, Leopold Mozart, los jóvenes Haydn y Mozart en Austria, y Johann Christian Bach, Carl Friedrich Abel, Thomas Augustine Arne y William Boyce en Inglaterra. Como se puede apreciar en algunos de estos autores, el estilo galante coexistió con otros tales como el prolongado pero progresivamente conservador estilo Barroco en todas sus formas nacionales. Del mismo modo, el estilo galante fue un importante precursor del incipiente estilo "clásico" (o "clásico vienés"). Se aprecia particularmente en algunas obras de Sammartini y Carl Philipp Emanuel Bach entre los compositores mencionados anteriormente. El estilo alemán que surgirá a mediados del XVIII y que a veces ha sido considerado sinónimo del galante es el Empfindsamer Stil, variante musical de las tendencias llamadas en general Sturm und Drang.